# عرض صادق
يمثل كل من العرض الصادق وقابلية التحقق والحيادية الخصائص الثلاثة الرئيسية لموثوقية المعلومات. وكما أشارت لجنة تبادل الأوراق المالية "من الممكن تحديد الصدق في عرض الخريطة بمدى دقة وصف الخريطة لخط الساحل. وقد عرّف بيان مفهوم المحاسبة العرض الصادق بوصفه "تطابقًا أو اتفاقًا بين الإجراء أو الوصف والظاهرة التي يدعي تقديمها"."